# Teodor Uncu
Teodor Uncu (n. 1887 sau 1881 după unele surse, com. Isacova, Basarabia, Imperiul Rus – d. 22 noiembrie 1940, penitenciarul din Chișinău) a fost un funcționar și om politic român, membru al Sfatului Țării, victimă a comunismului sovietic.

## Sfatul Țării
La data de 27 martie 1918, funcționarul Teodor Uncu a votat Unirea Basarabiei cu România.
Teodor Uncu a fost membru al Sfatului Țării, Parlamentul Moldovei între 1917 și 1918.

## Galerie de imagini

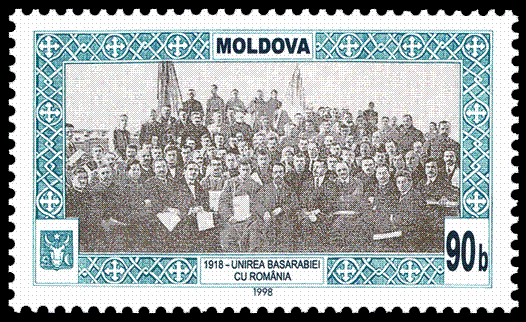
Moldovan stamp, 1998

## Vezi și
- Sfatul Țării
- Lista membrilor Sfatului Țării